# 옥천 용암사 목조아미타여래좌상
옥천 용암사 목조아미타여래좌상(沃川 龍巖寺 木造阿彌陀如來坐像)은 충청북도 옥천군 옥천읍 삼청리, 용암사에 있는 불상이다. 1998년 11월 20일 충청북도의 유형문화재 제193호로 지정되었다.

## 개요
용암사는 충청북도 옥천군 옥천읍 장령산에 있는 사찰로, 법주사의 말사(末寺)이다. 용처럼 생긴 바위가 있어서 용암사라고 이름지었으나, 일제시대 일본인에 의해 용바위가 파괴되어 현재는 그 흔적만이 남아 있다.
대웅전 안에는 불상과 5종의 탱화(幀畵)가 보관되어 있다. 현재 이 대웅전에 모셔져 있는 목조불상은 이전의 연혁이 알려지지 않고 있다. 1880년 불상을 열어 보았을 때 속에서 '순치 8년 신묘년(효종 2년, 1651)'에 만들어진 다라니경이 발견되었다. 이로 인해 이 불상이 조선 효종 2년(1651)에 만들어진 것임이 밝혀졌으며, 다라니경에 인쇄된 내용으로 보아 경상도 문경의 오정사에서 만들어 이곳으로 옮겨진 것으로 보인다.

## 참고 자료
- 옥천 용암사 목조아미타여래좌상 - 국가유산청 국가유산포털